# Giuseppe Borsalino

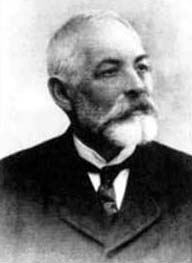
Giuseppe Borsalino
(1880)

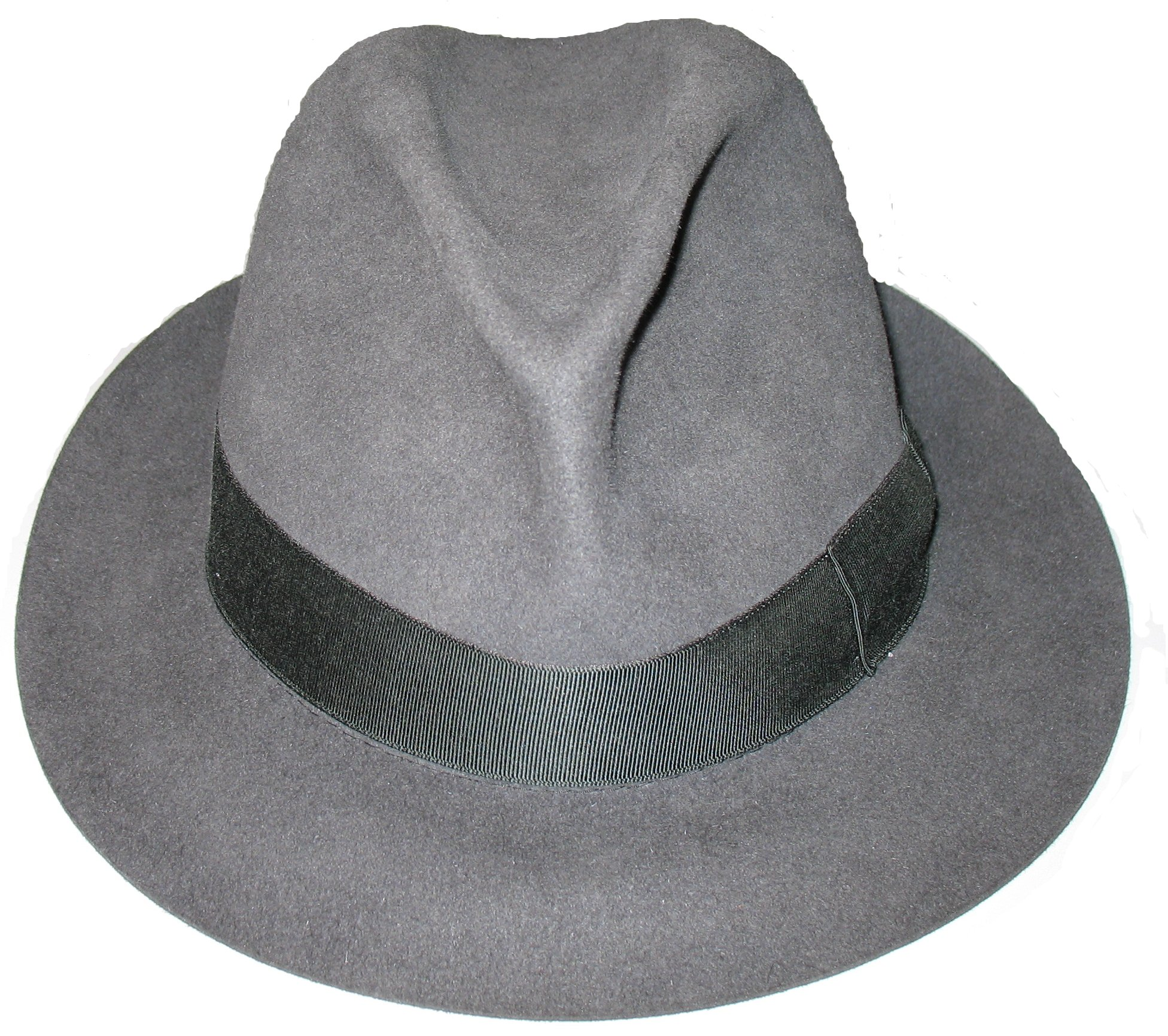
Een borsalino

Giuseppe Borsalino (Pecetto di Valenza, 15 september 1834 - Alessandria, 1 april 1900) is de ontwerper en eerste producent van de naar hem genoemde heren- en later dameshoed.

## Soortnaam
Borsalino, van bescheiden afkomst, verliet op jonge leeftijd zijn ouderlijk huis om te gaan werken in Italië en Frankrijk in de hoedenmakerij. In 1857 keerde hij terug naar Alessandria en begon - samen met zijn broer Lazzaro - met de creatie en productie van de borsalino of deukhoed. De hoeden werd gemaakt met vilt afkomstig van het rughaar van konijnen. In de jaren 20 produceerde zijn fabriek jaarlijks 2 miljoen hoeden. Ondertussen wordt de naam Borsalino gebruikt als soortnaam en niet alleen als merknaam.
Na het overlijden van Giuseppe kwam zijn zoon Teresio (1867-1939) aan het hoofd van het bedrijf. In de jaren 20 was hij politicus en bekend als filantroop in zijn regio. Zo ondersteunde hij infrastructuurwerken, een weeshuis, een bejaardenhuis en de gezondheidszorg. Vanaf 1911 werkte zoon Borsalino samen met de graficus Marcello Dudovich voor het ontwerp van zijn affiches.
In 1970 kwam er een heropleving van de hoedenverkoop door de film Borsalino. Ondertussen is het assortiment uitgebreid met kledij, motorhelmen, parfum, brillen, lederwaren, regenschermen en juwelen.